# (1502) Arenda
(1502) Arenda es un asteroide perteneciente al cinturón de asteroides descubierto por Karl Wilhelm Reinmuth el 17 de noviembre de 1938 desde el observatorio de Heidelberg-Königstuhl, Alemania.

## Designación y nombre
Arenda recibió al principio la designación de 1938 WB.
Posteriormente se nombró en honor del astrónomo belga Sylvain Arend (1902-1992).

## Características orbitales
Arenda está situado a una distancia media del Sol de 2,732 ua, pudiendo alejarse hasta 2,97 ua y acercarse hasta 2,494 ua. Su excentricidad es 0,08711 y la inclinación orbital 4,091°. Emplea 1649 días en completar una órbita alrededor del Sol.